# Богатирівка (селище)
Богатирівка — селище Дальницької сільської громади в Одеському районі Одеської області в Україні. Населення становить 235 осіб.

## Історія
Засноване під назвою Курцилівка що походить від німецького імені Курц. Після звільнення території від турків Курц отримав право володіння землею у цій місцевості. За радянських часів утворене поселення для сімей залізничників. Назва Богатирівка також була створена за радянських часів. Селище має захоронення людей, дата смерті яких є XVI ст. 
7 (20) листопада 1917 року, відповідно до Третього Універсалу Української Центральної Ради, увійшло до складу Української Народної Республіки.  
У 1944 р. хутір був визволений від німецьких військ. 

## Населення
Згідно з переписом УРСР 1989 року чисельність наявного населення села становила 512 осіб, з яких 96 чоловіків та 416 жінок.
За переписом населення України 2001 року в селищі мешкало 235 осіб.

### Мова
Розподіл населення за рідною мовою за даними перепису 2001 року:
| Мова       | Відсоток |
| ---------- | -------- |
| українська | 82,13 %  |
| російська  | 15,74 %  |
| білоруська | 1,28 %   |
| молдовська | 0,43 %   |
| інші       | 0,42 %   |